# I Can Lose My Heart Tonight
Az I Can Lose My Heart Tonight című dal C. C. Catch német-holland énekesnő debütáló kislemeze 1986-ban megjelent, Catch the Catch című albumáról. A dal számos slágerlistára felkerült. A produceri munkálatokban Dieter Bohlen segédkezett.

## Számlista
7" kislemez
Németországi kiadás (Hansa 107 507) 
1. I Can Lose My Heart Tonight – 3:50
2. I Can Lose My Heart Tonight (Instrumental) – 3:53

12" maxi kislemez
Németországi kiadás (Hansa 601 829 – kék lemez)
1. I Can Lose My Heart Tonight (Extended Club Remix) – 5:53
2. I Can Lose My Heart Tonight (Instrumental Version) – 3:53

## Slágerlistás helyezések
| Slágerlista(1985) | Legmagasabb helyezés |
| ----------------- | -------------------- |
| Németország       | 13                   |
| Ausztria          | 24                   |
| Spanyolország     | 7                    |
| Svájc             | 19                   |

## 1999-es változat
A dal új változata, az I Can Lose My Heart Tonight ’99 1999-ben jelent meg. A kislemezen a Soul Survivor ’99-es verziója is helyet kapott. A dal rapbetétjeit Krayzee adja elő. A dal a német és a spanyol slágerlistákra is felkerült.

### Számlista
CD maxi kislemez
Német kiadás (Hansa 74321 63326 2)
1. ICan Lose My Heart Tonight ’99 (Rap Version) – 3:11
2. I Can Lose My Heart Tonight ’99 (New Vocal Version) – 3:30
3. Soul Survivor ’99 (New Vocal Version) – 3:38

12" maxi kislemez
Spanyol kiadás (BMG 74321 66197 1) 
1. I Can Lose My Heart Tonight ’99 (Rap Version) – 3:11
2. I Can Lose My Heart Tonight ’99 (New Vocal Version) – 3:30
3. Soul Survivor '99 (New Vocal Version) – 3:38

### Slágerlistás helyezések
| Slágerlista (1999) | Legmagasabb helyezés |
| ------------------ | -------------------- |
| Németország        | 72                   |
| Spanyolország      | 12                   |

## Külső hivatkozások
- Dalszöveg Archiválva 2015. január 28-i dátummal a Wayback Machine-ben